# Содружество студентов-христиан Украины
Содружество студентов-христиан (укр. Співдружність студентів-християн, ССХ) — украинская общественная организация. Цели ССХ заключаются в том, чтобы предложить студенчеству ключевые положения Евангелия и христианского мировоззрения, а также помочь студентам-христианам интегрировать свои убеждения в академическом мире и использовать Библейские принципы в повседневной жизни. ССХ является межконфессиональной организацией, которая стремится объединять студентов разных деноминаций, преимущественно протестантских, при условии их согласия с целями и доктринальными позициями ССХ (см. ниже). Национальный офис ССХ расположен в Киеве.

## История
Содружество студентов-христиан Украины ведет свою историю от Русского студенческого христианского движения, группы которого существовали в Киеве, Харькове и Одессе. В результате коммунистических репрессий эти группы были разогнаны, а многие лидеры, такие как Владимир Марцинковский, были заключены в лагеря и тюрьмы.
Студенческое христианское движение вернулось на Украину в 1989 году, благодаря деятельности американской организации Intervarsity, которая является частью мирового движения Международного братства студентов-евангелистов.
В 1992 году в городе Нежин, Черниговской области состоялась первая всеукраинская конференция студентов христиан, которая объединила разбросанные по всей Украине группы студентов в одно движение.
В 1995 году  начался процесс регистрации движения в Министерстве юстиции Украины, который завершился в 1999 году легализацией ССХ в качестве всеукраинской общественной организации. В этом же году ССХ было принято в состав International Fellowship of Evangelical Students. В 1999 году первым Исполнительным директором ССХ стал  Владимир Костерный. С началом XXI века ССХ оформилось как самостоятельное национальное студенческое христианское движение.

## Руководство
Председатель совета попечителей — Дмитрий Колода.
Исполнительный директор — Михаил Мельников.

## Деятельность

### География
По состоянию на 2013 год, представительства ССХ существуют в 14 областях Украины, наиболее активная работа ведётся в региональных центрах: Киеве, Харькове, Одессе, Львове и Симферополе. Также ведется работа по созданию групп в Остроге, Измаиле, Черновцах и Севастополе и других городах.

### Проекты
Для достижения поставленных целей, Содружество студентов-христиан реализует следующие проекты: группы по индуктивному изучению Библии, встречи с известными христианскими учеными и деятелями искусства, студенческие лагеря, курсы по изучению английского языка, международные кросс-культурные проекты, семинары по противодействию торговле людьми (совместно с Международной организацией по миграции), распространение Евангелия и христианской литературы и многое другое. В 2008 - 2012 годах благодаря ССХ издано и распространено  более сорока тысяч экземпляров Евангелия от Марка, в студенческом формате. Оно издано в современных переводах В. Н. Кузнецовой на русском языке и Рафаила Турконяка на украинском.  Распространение Евангелия сопровождалось доступной программой его изучения, адаптированной для студентов.

## Доктринальные позиции
1. Единство Отца, Сына и Святого Духа в Божественной Троице.
2. Суверенность Бога в творении, откровении, искуплении и в последнем суде над миром.
3. Богодухновенность и полное доверие оригинальным текстам Священного Писания (Ветхого и Нового Заветов), и высший авторитет Писания во всех вопросах веры и христианской жизни.
4. Всеобщая греховность и виновность человечества после грехопадения, вызвавшие гнев и осуждение Божьи.
5. Искупление от вины и наказания за грех, а также от господства греха и осквернения им исключительно посредством жертвенной смерти Господа нашего Иисуса Христа, воплощенного Сына Божьего, как представителя и заместителя рода человеческого.
6. Телесное воскрешение из мёртвых Господа Иисуса Христа, Его вознесение и пребывание одесную Бога Отца.
7. Присутствие и действие Духа Святого в процессе возрождения греховного человека.
8. Оправдание грешника благодатью Божьей посредством одной только веры.
9. Пребывание и действие Духа Святого в верующем.
10.Единая, святая и вселенская Церковь, которая является телом Христовым, и к которой принадлежат все истинно верующие.
11.Ожидание второго пришествия Господа Иисуса Христа.
— http://ccx.org.ua/index.php?option=com_content&view=category&layout=blog&id=47&Itemid=115&lang=ru

## Партнёрские движения
- International Fellowship of Evangelical Students.
- Intervarsity Christian Fellowship[англ.]
- Inter-Varsity Christian Fellowship of Canada[англ.]
- Universities and Colleges Christian Fellowship[англ.]
- Studentenmission in Deutschland[нем.]

## Партнёрские церковные союзы
- Всеукраинский союз церквей евангельских христиан-баптистов
- Всеукраинский союз церквей христиан веры евангельской-пятидесятников
- Синод евангелическо-лютеранских церквей Украины